# Parco nazionale delle gole del Fiume Nero
Il Parco nazionale delle gole del Fiume Nero (in inglese: Black River Gorges National Park; in francese: Parc national des gorges de Rivière Noire) è un'area naturale protetta situata lungo la vallata dell'omonimo fiume nel sud-ovest dell'isola Mauritius.
Il parco è anche parte della riserva della biosfera di Macchabée - Bel Ombre, riconosciuta dall'UNESCO nel 1977..

## Territorio

La vetta del Piton de la Petite Rivière Noire

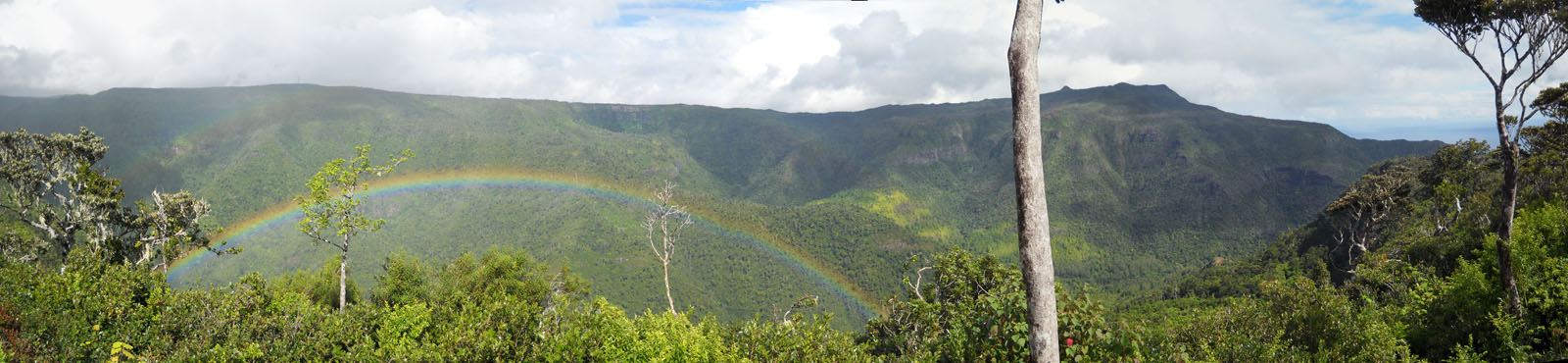
Panorama della gola del fiume Nero

Istituito il 5 giugno 1994, il parco nazionale si estende su una superficie di 67,54 chilometri quadrati, che comprendono foreste pluviali degli altopiani, foreste secche e macchie su pianure paludose.
Il parco si trova a nord del bacino fluviale del fiume Nero ed include la gola orientale del fiume Nero, che si trova al di sopra dell'altopiano di Pétrin (fino alle cascate Tamarindo), le creste del monte Brice-Fer, Mgenta eskarpent e la gola del Tamarin. L'altezza dell'altopiano è di circa 550-600 metri, con scarpate e valli che giungono fino al livello del mare. Il parco include il punto più alto dell'isola costituito dalla vetta del Piton de la Petite Rivière Noire, la cui altezza è di 826 metri sul livello del mare. La Montagna Cocotte è un altro rilievo che domina il parco nazionale.
Le precipitazioni nella parte orientale del parco arrivano fino a 3.500 mm di pioggia, mentre a ovest sulla costa circa 1.500 millimetri. Nelle vicinanze del parco si trovano le Cascate di Chamarel e le Terre dei sette colori.

## Flora
Il parco protegge la maggior parte dell'ultima foresta pluviale rimanente sull'isola di Mauritius (per il resto dominata dalle piantagioni di canna da zucchero). La vegetazione comprende Lycopodium spp., Pandanus spp., Sphagnum spp., Diospyros spp., Coffea spp.; altre specie degne di essere segnalate sono Astelia hemichrysa (Asteliaceae) , Blechnum attenuatum (Blechnaceae), Sideroxylon grandiflorum (Sapotaceae), Ocotea cupularis (Lauraceae), Tambourissa sieberi (Monimiaceae), Labourdonnaisia glauca (Sapotaceae), Mimusops petiolaris (Sapotaceae).

## Fauna
All'interno del parco è possibile osservare diversi mammiferi tipici delle Isole Mascarene o del Madagascar, come il tenrec (Tenrec ecaudatus) e la volpe volante delle Mascarene maggiore (Pteropus niger), oltre ad animali alloctoni introdotti come il sambar dalla criniera (Rusa timorensis) e il cinghiale (Sus scrofa).
Tuttavia, è soprattutto dal punto di vista ornitologico che il parco riveste il maggior interesse, grazie alla presenza di numerose specie endemiche tra cui il gheppio di Mauritius (Falco punctatus), il parrocchetto di Mauritius (Psittacula eques), la colomba rosata (Nesoenas mayeri), la coracina di Mauritius (Lalage typica), il bulbul di Mauritius (Hypsipetes olivaceus), l'occhialino di Mauritius (Zosterops chloronothos), l'occhialino di Bourbon (Zosterops borbonicus) e il tessitore di Mauritius (Foudia rubra).

## Strutture ricettive

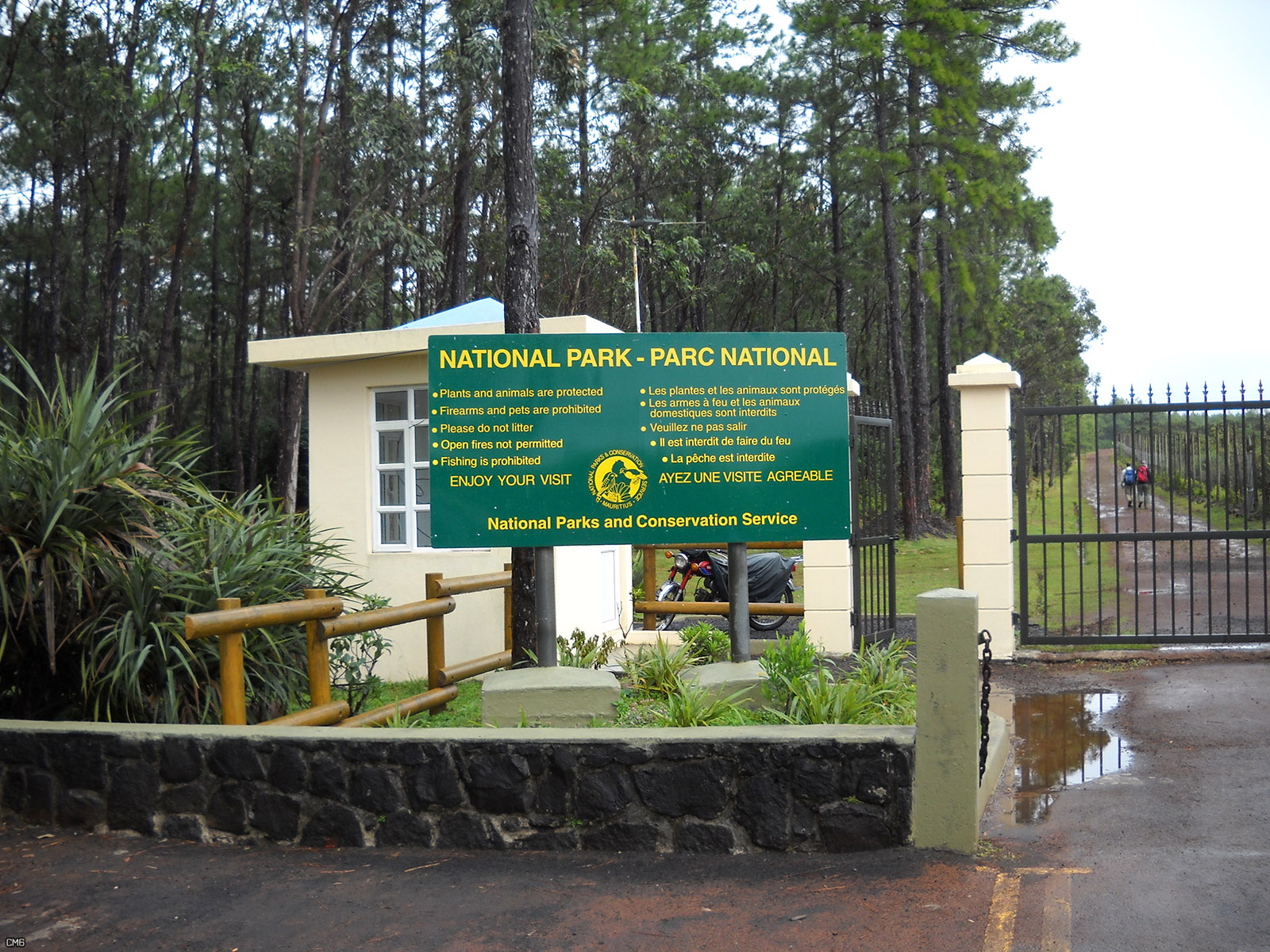
Ingresso del parco nazionale a Pétrin

Il parco dispone alcune strutture per i visitatori tra cui due centri di informazione, aree pic-nic e 60 chilometri di piste. Il parco dispone due centri visitatori, uno a Pétrin e l'altro a Grande Rivière Noire, presso cui è possibile acquistare una mappa della zona e dei sentieri (che siestendono per circa 60 km). Ci sono quattro stazioni utilizzate per la ricerca scientifica. Nel 1997 il parco fu visitato da circa 500.000 turisti.